# Wasaya Airways
Wasaya Airways, von 1989 bis 1993 Kelner Airways, ist eine kanadische Regionalfluggesellschaft mit Sitz in Thunder Bay.

## Geschichte
1989 beteiligten sich eine Anzahl von Ureinwohnern (First Nations) an einer Fluggesellschaft mit dem Namen Kelner Airways, deren Flotte aus Wasserflugzeugen bestand. 1993 erhöhte die Wasaya Corporation ihren Anteil auf 75 % und änderte den Namen in Wasaya Airways Limited. 1998 übernahm die jetzige Wasaya Group den restlichen Anteil. 1995 begann Wasaya Airways mit Passagier-Linienflügen. Das Hauptgeschäft blieb aber der Fracht- und Passagier-Charterverkehr.
Seit 2001 hat Wasaya Airways ihr Geschäft erfolgreich erweitert. Es wurden Verträge mit verschiedenen Firmen, staatlichen und privaten Institutionen, Touristikunternehmen u. a. abgeschlossen. Im September 2002 erwarb Wasaya Airways das Kelner Pilatus Center am Thunder Bay International Airport und damit acht Pilatus PC-12-Flugzeuge. 2003 übernahm Wasaya Airways die nördlichen Ontario-Linien von Bearskin Airlines und damit die Drehkreuze Sioux Lookout und Red Lake North. Damit wurde das Liniennetz um 21 Flugziele zu den Orten der Ureinwohner in Nord-Ontario erhöht.
Im April 2018 übernahm Exchange Income Corporation (EIC) 50,99  % der Anteile der Fluggesellschaft. EIC besitzt bereits mehrere kanadische Fluggesellschaften.

## Besitzverhältnisse
Die Eigner von Wasaya Airways sind:
- Bearskin Lakes First Nation
- Kasabonika Lake First Nation
- Keewaywin First Nation
- Kingfisher Lake First Nation
- Kitchenuhmaykoosib Inninuwug First Nation
- Muskrat Dam First Nation
- Nibinamik First Nation
- Pikangikum First Nation
- Wapekeka First Nation
- Wunnumin Lake First Nation

## Flotte

### Aktuelle Flotte
Mit Stand November 2022 besteht die Flotte der Wasaya Airways aus 15 Flugzeugen.
| Flugzeugtyp                    | Anzahl | bestellt | Anmerkungen | Sitzplätze |  |
| ------------------------------ | ------ | -------- | ----------- | ---------- |  |
| ATR 42-300                     | 01     |          |             | 50         |  |
| ATR 72-200                     | 01     |          | inaktiv     | Cargo      |  |
| Beechcraft BE-1900D            | 04     |          |             | 19         |  |
| Cessna CE-208B (Grand Caravan) | 03     |          |             | 14         |  |
| De Havilland DHC 8-100         | 04     |          |             | 37         |  |
| De Havilland DHC 8-300         | 02     |          |             |            |  |
| Pilatus PC-12-45               | 01     |          |             | 9          |  |
| Gesamt                         | 15     |          |             |            |  |

### Ehemalige Flugzeugtypen
Kelner Airways und Wasaya Airways betrieben auch folgende Flugzeugtypen:
- 01 ATR 42-300
- 04 Beechcraft 1900D
- 03 Cessna 208B Caravan
- 01 de Havilland Canada DHC-3 Otter
- 03 de Havilland Canada DHC-6 Twin Otter
- 15 Hawker Siddeley 748 Series 2A (Frachtflugzeug)
- 12 Pilatus PC-12
- 01 de Havilland Canada DHC-8-100

## Zwischenfälle
- Am 6. August 1998 wurde eine Hawker Siddeley HS 748-310 2A LFD der Wasaya Airways (Luftfahrzeugkennzeichen C-GTAD) bei der Landung auf dem Flugplatz Kasabonika (Ontario, Kanada) spät aufgesetzt. Trotz maximaler Bremsung überrollte die Maschine das Landebahnende und kam erst 150 Meter dahinter in einem Gebiet von Jungbäumen zum Stillstand. Das Flugzeug wurde irreparabel beschädigt. Alle vier Besatzungsmitglieder, die einzigen Insassen auf dem Frachtflug, überlebten den Unfall.[6]

- Am 11. September 2003 stürzte eine Cessna 208B Grand Caravan der Wasaya Airways (C-FKAB) auf dem Flug 125 beim Landeanflug auf den Flughafen von Summer Beaver (Ontario) ab. Zeugen beobachteten, wie das Flugzeug während des nächtlichen Landeanflugs plötzlich unkontrolliert senkrecht in den Boden flog. Alle acht Insassen starben.[7][8]

- Am 12. Juni 2012 geriet eine Hawker Siddeley HS 748-264 2A der Wasaya Airways (C-FTTW) auf dem Flughafen Sandy Lake (Ontario, Kanada) in Brand. Beim Abpumpen des als Fracht geladenen Treibstoffs entstand ein Leck an der externen Pumpe. Die Treibstoffdämpfe entzündeten sich und ein größeres Feuer entstand. Das Flugzeug brannte fast vollständig aus. Beide Piloten, die einzigen Insassen auf dem Frachtflug, blieben unverletzt.[9]

- Am 11. Dezember 2015 stürzte eine Cessna 208B Grand Caravan der Wasaya Airways (C-FKDL) ab. Das Flugzeug befand sich auf dem Weg von Pickle Lake nach Wapekeka (beides Ontario), als die Maschine mit Bäumen kollidierte und abstürzte. Als Absturzursache wurde unter anderem schlechte Wetterbedingungen genannt, diese führten zur Vereisung des Flugzeugs. Der einzige Insasse dieses Frachtfluges kam ums Leben.[10][11]